# На китайской ширме
«На китайской ширме» (англ. On a Chinese Screen), также известны как «На китайской ширме: Очерки жизни в Китае» (англ. On a Chinese Screen: Sketches of Life in China)  — очерки о путешествиях английского писателя Уильяма Сомерсета Моэма, впервые опубликованные в 1922 году.
Книга написана по впечатлениям автора во время поездки по реке Янцзы в 1919-1920 годах в Китае и представляет собой свободно скомпонованную последовательность путевых зарисовок, заметок и размышлений и сюжетно завершенных историй. Одну из последних под названием «Тайпан» Моэм впоследствии включал в сборники своих рассказов. Этот очерк публиковался и на русском языке в периодических изданиях (1934, 1992). «На китайской ширме» вышла почти одновременно в Англии и США в 1922 году. 
На русский язык произведение впервые было переведено Ириной Гуровой для последнего тома собрания сочинений Моэма в пяти томах.